# Ruellia antiquorum
Ruellia antiquorum är en akantusväxtart som beskrevs av Wassh. och J.R.I.Wood. Ruellia antiquorum ingår i släktet Ruellia och familjen akantusväxter. Inga underarter finns listade i Catalogue of Life.